# Paerau
Paerau ist eine kleine Siedlung im Central Otago District der Region Otago auf der Südinsel von Neuseeland.

## Namensherkunft
Paerau bedeutet in der Sprache der Māori so viel wie „viele Bergrücken“.

## Geographie
Die Siedlung befindet sich rund 16 km nordwestlich von Middlemarch am Oberlauf des Taieri River an den Ausläufern der Serpentine Flat, einem 38 km² großen Feuchtgebiet des Flusses. Sie liegt am Oberlauf des Taieri River in einer Hochebene, in der der Fluss Mäander und Altarme bildet. Nordöstlich der Siedlung befindet sich ein rund 1,5 km langer Stausee und östlich der Siedlung erheben sich die bis zu 1450 m hohen Rock and Pillar Range.
Die nächstgelegene Siedlung ist das nordöstlich liegende Patearoa, knapp 18 km entfernt. Der nächste per Straße zu erreichende Ort ist Ranfurly, das sich weitere 16 km nördlich befindet. Diese Straßenverbindung ist auch die Hauptverbindung zu der Siedlung. Eine weitere Nebenstrecke führt als Schotterstraße durch die Lammermoor Range nach Clarks Junction, das rund 45 Straßenkilometer weiter südlich Anschluss an den New Zealand State Highway 87 bietet.

## Bildungswesen
Die 1915 gegründet Paerau School wurde im Jahr 2012 wegen Schülermangel geschlossen.

## "The Styx"
Paerau ist auch als The Styx genannt. Der Name kommt vom Styx Creek, einem kleinen Nebenfluss des Taieri River.
Der Dunstan Trail, heute eine bei trockenem Wetter befahrbare Piste von Dunedin in die Goldfelder des Central Otago District überquert die Rock and Pillar Range von Clarks Junction bei Middlemarch und steigt in das Tal des Oberlaufs des Taieri River ab, wo sie den Styx überquert. Die Anspielung an den mythologischen griechischen Styx, den Grenzfluss zur Unterwelt, ist möglicherweise ein Kommentar auf den Charakter der Goldfelder, die damals Pionierland waren. Ursprünglich war Styx Creek nach Clarks Junction die zweite Übernachtung auf dem Weg von Dunedin in die Goldfelder. Hier gibt es ein altes Hotel und ein Gefängnis. Das Hotel hatte eine Münze in der Bar eingelassen, die auf die Münze verweist, die man benötigte, um den Fährmann für die Überfahrt über den Styx zu bezahlen. Dieses Hotel befindet sich mehrere Kilometer von Paerau entfernt. Der Dunstan Trail verlief von Paerau in nordwestlicher Richtung über die Serpentine Goldfields zum Poolburn Reservoir und schließlich nach Alexandra.